# Tony Sirico
Gennaro Anthony „Tony” Sirico, Jr. (New York, 1942. július 29. – Fort Lauderdale, 2022. július 8.) olasz származású amerikai színész. Legismertebb szerepe Paulie Gualtieri a Maffiózók című sorozatból.

## Korai évei
Tony Sirico New York-ban született, szicíliai olasz származású szülők gyermekeként. Színészi pályafutása előtt több alkalommal volt elítélve különböző bűncselekmények miatt, és 28-szor volt letartóztatva. 1967-ben egy Brooklyn-i szórakozóhely kirablása miatt börtönbe került, azonban 13 hónap után szabadult. 1971-ben bűnösnek találták illegális fegyvertartás bűntettének elkövetésében, és négy év börtönbüntetést kapott, amiből 20 hónapot töltött le. Elmondása szerint büntetése alatt meglátogatták egy volt rabokból álló színésztársulat tagjai, ami arra ösztönözte, hogy kipróbálja magát a színjátszásban. Egy bírósági kivonat szerint bebörtönzése idején kábítószer-birtoklás miatt is eljárás folyt ellene. James Toback 1989-es, The Big Bang című dokumentumfilmjében is szerepel, amelyben korai életéről is beszél.

## Pályafutása

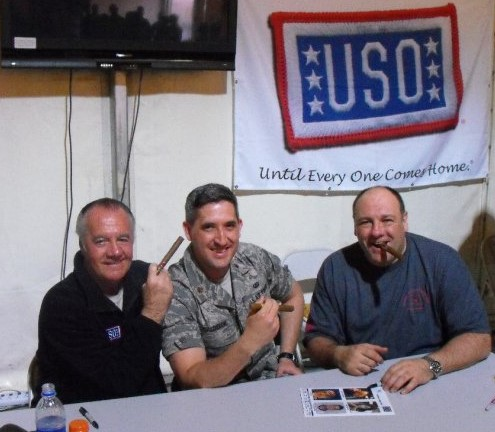
Színésztársával, James Gandolfini-vel egy kuvaiti katonai támaszponton (2010)

Sirico számos filmben és sorozatban, többek között a Nagymenőkben, a Mob Queen-ben, az Ujjakban, A kihívásban, a Harapós nőben, a Lövések a Broadwayn-ben, A nővadászban, a Gottiban, a Félszemű Jimmy nyomában – Szociális katasztrófafilmben, a Visszajátszásban és A keresztapusban is gengsztereket játszott.
Legismertebb alakítása a Maffiózók egyik főszereplője volt, melyet 1999-2007 között játszott el. David Chase eredetileg Junior Soprano szerepére hívta meghallgatásra, azonban azt a szerepet Dominic Chianese kapta meg. Chase azonban egy Siricohoz sokkal jobban illő karakter, Paulie Gualtieri megformálásra kérte fel.
Az Agyament Harry és a Halott pénz című filmekben rendőröket alakított. 2013-ban Vinny Griffin, egy kutya szinkronhangja lett a Family Guy című sorozatban.

## Magánélete
Öccse, Robert katolikus pap, egyik alapítója az Acton Institute kutató- és oktatóintézetnek. Bátyja, Carmine a Maffiózók egyik epizódjában egy osztót játszik pókerezés közben.
Politikai nézeteiről vallva Sirico kijelentette, hogy „nagyon jobboldali republikánus.” 2007-ben Rudy Giuliani kampányát 1000 dollárral támogatta.
Kollégájával, James Gandolfini-vel több alkalommal részt vett az Egyesült Szolgáltató Szervezetek (United Service Organizations) rendezvényein, ellátogatott külföldi amerikai katonai támaszpontokra, és adományokkal is támogatta a szervezet munkáját, mely a harcoló csapatok moráljának erősítésével, a jóléti és a pihenési szolgáltatások megszervezésével foglalkozik.
2022-ben, három héttel a 80. születésnapja előtt hunyt el.

## Szerepei

### Film
| Év   | Magyar cím                                          | Eredeti cím                       | Szerep                 | Megjegyzés                                             |
| ---- | --------------------------------------------------- | --------------------------------- | ---------------------- | ------------------------------------------------------ |
| 1974 | A Keresztapa II.                                    | The Godfather: Part II            | Statiszta              | Nem szerepel a stáblistán; nem megerősített információ |
| 1978 |                                                     | The Plant Family                  | Eddie                  | TV-film                                                |
| 1978 |                                                     | Hughes and Harlow: Angels in Hell | Frankie Rio            |                                                        |
| 1978 | Ujjak                                               | Fingers                           | Riccamonza             |                                                        |
| 1978 |                                                     | The One Man Jury                  | Charlie Nuts           |                                                        |
| 1980 | A kihívás                                           | Defiance                          | Davey                  |                                                        |
| 1981 | Ez igen!                                            | So Fine                           | Associate              |                                                        |
| 1982 |                                                     | Love and Money                    | Raoul                  |                                                        |
| 1983 | Védtelenül                                          | Exposed                           | Tolvaj                 |                                                        |
| 1983 |                                                     | The Last Fight                    | Frankie                |                                                        |
| 1987 |                                                     | The Galucci Brothers              | Galucci Brother        |                                                        |
| 1987 | A nővadász                                          | The Pick-up Artist                | Patsy Cabaluso         |                                                        |
| 1987 | Visszajátszás                                       | Hello Again                       | Kemény fickó           |                                                        |
| 1989 |                                                     | White Hot                         | Luke                   |                                                        |
| 1989 |                                                     | Cookie                            | Carmine nagyokosa      |                                                        |
| 1989 | Tökéletes tanu                                      | Perfect Witness                   | Marco                  | TV-film                                                |
| 1990 | A szemtanú nyomában                                 | Catchfire                         | Görög fickó            |                                                        |
| 1990 | Nagymenők                                           | Goodfellas                        | Tony Stacks            |                                                        |
| 1991 | A bűn utcája                                        | 29th Street                       | Chick Fortunado        |                                                        |
| 1992 | Harapós nő                                          | Innocent Blood                    | Jacko                  |                                                        |
| 1992 |                                                     | In the Shadow of a Killer         | Tony Andretti          | TV-film                                                |
| 1993 | New York-i zsaru                                    | New York Cop                      | Mr. C                  |                                                        |
| 1993 | Rómeó vérzik                                        | Romeo Is Bleeding                 | Malacci                |                                                        |
| 1994 |                                                     | Men Lie                           | Porno Witness          |                                                        |
| 1994 | Lövések a Broadwayn                                 | Bullets Over Broadway             | Rocco                  |                                                        |
| 1994 | Félszemű Jimmy nyomában – Szociális katasztrófafilm | The Search for One-eye Jimmy      | Snake                  |                                                        |
| 1995 | Halott pénz                                         | Dead Presidents                   | Spinelli rendőr        |                                                        |
| 1995 | Hatalmas Aphrodité                                  | Mighty Aphrodite                  | Ökölvívó-edző          |                                                        |
| 1995 |                                                     | Melissa                           | Jack                   |                                                        |
| 1995 |                                                     | Dearly Beloved                    | Mr. Bedutz             | Rövidfilm                                              |
| 1996 |                                                     | Gotti                             | Joe Dimiglia           | TV-film                                                |
| 1996 | A varázsige: I love you                             | Everyone Says I Love You          | Szökött rab            |                                                        |
| 1997 | Gengszter                                           | Hoodlum                           | Sofőr                  |                                                        |
| 1997 | Agyament Harry                                      | Deconstructing Harry              | Rendőr                 |                                                        |
| 1997 | Copland                                             | Cop Land                          | Toy Torillo            |                                                        |
| 1997 |                                                     | The Deli                          | Tony                   |                                                        |
| 1998 |                                                     | Mob Queen                         | Joey „The Heart” Aorta |                                                        |
| 1998 | A maffia tanúja                                     | Witness to the Mob                | Tommy Gambino          | TV-film                                                |
| 1998 | Sztárral szemben                                    | Celebrity                         | Lou DeMarco            |                                                        |
| 1998 | Pénzforgatók                                        | Vig                               | Locasso                | TV-film                                                |
| 1999 | A keresztapus                                       | Mickey Blue Eyes                  | Risolli embere         |                                                        |
| 2000 | Szerelem a négyzeten                                | It Had to Be You                  | Ricky Valentino        |                                                        |
| 2001 |                                                     | Smokin' Stogies                   | Tony Batts             |                                                        |
| 2002 |                                                     | Turn of Faith                     | Jimmy                  |                                                        |
| 2008 |                                                     | The Sno Cone Stand Inc            | Bob Beasley            |                                                        |
| 2009 |                                                     | Karma Calling                     | G                      |                                                        |
| 2010 |                                                     | Skate                             | Skate                  | Rövidfilm                                              |
| 2012 |                                                     | Jersey Shore Shark Attack         | Salie kapitány         |                                                        |
| 2013 | Nicky Deuce                                         | Nicky Deuce                       | Charlie Cement         | TV-film                                                |
| 2013 |                                                     | Super Athlete                     | Lou edző               |                                                        |
| 2014 |                                                     | Family on Board                   | Rocco                  | Rövidfilm                                              |
| 2014 |                                                     | Zarra's Law                       | Tony Zarra             |                                                        |
| 2014 |                                                     | Friends and Romans                | Bobby Musso            |                                                        |
| 2014 |                                                     | Respect the Jux                   | Bobby                  |                                                        |

### Televíziós sorozat
| Év        | Magyar cím                   | Eredeti cím                           | Szerep                     | Megjegyzés                                          |
| --------- | ---------------------------- | ------------------------------------- | -------------------------- | --------------------------------------------------- |
| 1977      |                              | Kojak                                 |                            | Epizód: Case Without a File                         |
| 1982      | Nagyon különleges ügyosztály | Police Squad!                         | Pókerjátékos               | Epizód: A félelem gyűrűje, avagy frász a szorítóban |
| 1989      |                              | Miami Vice                            | Frank Romano               | Epizód: Fruit of the Poison Tree                    |
| 1996      |                              | Cosby                                 | Teddy                      | Epizód: Happily Ever Hilton                         |
| 1999–2007 | Maffiózók                    | The Sopranos                          | Paulie „Walnuts” Gualtieri | 86 epizód                                           |
| 2005      | Tündéri keresztszülők        | The Fairly OddParents                 | Big Daddy                  | Szinkronhang; 2 epizód                              |
| 2008      |                              | A Muppets Christmas: Letters to Santa | Gengszter                  | TV-s különkiadás                                    |
| 2010      |                              | Chuck                                 | Matty                      | Epizód: „Chuck és a hihetetlen vonzerő”             |
| 2010      | Médium                       | Medium                                | Tony                       | Epizód: „Anyu iskolába megy”                        |
| 2013-2014 |                              | Lilyhammer                            | Tony                       | 2 epizód                                            |
| 2013      |                              | Family Guy                            | Vinny Griffin              | Szinkronhang; 3 epizód                              |
| 2014      | Taxi                         | Taxi Brooklyn                         | Tony                       | 1 epizód                                            |

### Videójáték
| Év   | Magyar cím | Eredeti cím                   | Szerep                     | Megjegyzés                        |
| ---- | ---------- | ----------------------------- | -------------------------- | --------------------------------- |
| 2006 |            | The Sopranos: Road to Respect | Paulie „Walnuts” Gualtieri | Szinkronhang és karakter kinézete |

## Fontosabb díjak és jelölések
Screen Actors Guild-díj
- 2000 díj: legjobb színtársulati alakítás drámasorozatban (Maffiózók)
- 2001 jelölés: legjobb színtársulati alakítás drámasorozatban (Maffiózók)
- 2002 jelölés: legjobb színtársulati alakítás drámasorozatban (Maffiózók)
- 2003 jelölés: legjobb színtársulati alakítás drámasorozatban (Maffiózók)
- 2005 jelölés: legjobb színtársulati alakítás drámasorozatban (Maffiózók)
- 2007 jelölés: legjobb színtársulati alakítás drámasorozatban  (Maffiózók)
- 2008 díj: legjobb színtársulati alakítás drámasorozatban (Maffiózók)